# Sparkling Daydream
«Sparkling Daydream» (「Sparkling Daydream」 Supākuringu Deidorīmu?) es el primer sencillo de la cantante japonesa ZAQ. El sencillo salió a la venta el 24 de octubre de 2012, y aparece como tema de apertura en el anime de 2012 Chūnibyō Demo Koi ga Shitai!. Se publicaron dos versiones: Una regular y otra limitada, que incluía un DVD con el vídeo musical de Sparkling Daydream

## Canciones
| #                                  | Canción                                             | Letra | Composición | Arreglos | Uso                                                   |
| ---------------------------------- | --------------------------------------------------- | ----- | ----------- | -------- | ----------------------------------------------------- |
| 1                                  | Sparkling Daydream [4:10]                           | ZAQ   | ZAQ         | ZAQ      | Tema de inicio del anime Chūnibyō Demo Koi ga Shitai! |
| 2                                  | Monochrome Monster (モノクロームモンスター?) [3:34] | ZAQ   | ZAQ         | ZAQ      |                                                       |
| 3                                  | INSIDE IDENTITY [4:23]                              | ZAQ   | ZAQ         | ZAQ      |                                                       |
| 4                                  | Sparkling Daydream (Off Vocal)                      | -     | -           | -        | -                                                     |
| DVD (Solo en la versión limitada)  |                                                     |       |             |          |                                                       |
| Sparkling Daydream (Vídeo musical) |                                                     |       |             |          |                                                       |